# Carlos Ardila Lülle
Carlos Ardila Lülle (* 4. Juli 1930 in Bucaramanga; † 13. August 2021 in Cali) war ein kolumbianischer Unternehmer und Industrieller norddeutscher Abstammung, Gründer, Förderer und CEO der Organización Ardila Lülle, die einige wichtige und große kolumbianische Unternehmen, wie z. B. den Fernsehsender RCN Televisión und den Getränkehersteller Postobón, unter sich hat. Mit 2,8 Mrd. US-Dollar (2017) galt er als der drittreichste Kolumbianer. Lülle galt in Kolumbien als „padre del desarrollo industrial del país“ (Vater der industriellen Entwicklung des Landes). Seine Firmen machten zusammen einen jährlichen Umsatz von 6,3 Mrd. US-Dollar.

## Karriere
Seine Schulausbildung absolvierte er in Zapatoca, Santander. Mit fünfzehn Jahren schloss er seine Sekundarausbildung am Colegio San Pedro Claver ab, später studierte er Bauingenieurwesen mit Abschluss als Bachelor an der Universidad Nacional de Colombia in Medellín. Er begann seine Karriere in der nicht-alkoholischen Getränkeindustrie und erweiterte sein Geschäft kontinuierlich. Carlos Ardila Lülle experimentierte in der Getränkeindustrie. Mit fast 3 Milliarden US-Dollar Vermögen zählte er zu den reichsten Geschäftsleuten in Kolumbien.
Sein beruflicher Aufstieg begann, als er bei der Firma seiner Schwiegermutter, die Sodawasser produzierte, einstieg und das Apfel-Aroma-Getränk Postobón kreierte, das in Kolumbien schnell zum Topseller wurde. Damit baute er ein Vermögen auf.
Im Jahr 1973 kaufte Carlos Ardila Lülle seinen ersten Radiosender und errichtete RCN Radio, indem er kleinere Stationen aufkaufte. Als die kolumbianische Regierung 1998 das Fernsehen privatisierte, startete er RCN Televisión, das mittlerweile mehr wert war als sein Radiosender. Ab dem Jahr 2012 arbeitete er mit Rupert Murdoch zusammen, um MundoFox zu schaffen, einen spanischsprachigen TV-Sender, der in den USA auf Hispanics ausgerichtet ist. Er besaß mehrere Abfüllbetriebe, die größte Zuckerfabrik in Kolumbien und das kolumbianische Fußballteam Atlético Nacional aus Medellín.

## Organización Ardila Lülle
Ardilo Lülle gründete seine Dachorganisation 1951, in der etwa 50 Unternehmen angesiedelt sind. Die Unternehmen in der Organización Ardila Lülle (OAL) sind bei der Herstellung und Verarbeitung von Waren und Dienstleistungen, unter anderem in den Bereichen Getränke, Zucker, Medien, Verpackung, Lebensmittelindustrie, Transporte, Versicherungen, Sport und Automobile, engagiert. Die OAL beschäftigt mehr als 40.000 Menschen.